# Mario El-Khoury
Pour les articles homonymes, voir Khoury.
Mario El-Khoury, né le 12 mars 1963 à Maghdouché (Liban), est un ingénieur libano-suisse, cité par la revue économique Bilanz comme Digital Shaper en 2020 et parmi les 100 personnalités les plus importantes de l'économie suisse en 2019 et 2020.
Il est directeur général (CEO) du Centre suisse d'électronique et de microtechnique (CSEM) de novembre 2009 à février 2021.

## Biographie

### Etudes
Mario El-Khoury obtient son baccalauréat au collège Notre-Dame de Louaizé, au Liban, en 1981. II fait ses études d'ingénieur à l'École polytechnique fédérale de Lausanne (EPFL) et à l'université Carnegie-Mellon (Pittsburgh, Etats Unis). Il est diplômé de l'EPFL (Dipl. El.-Ing., 1987, et  Doctorat ès Sciences, 1991). Il est aussi diplômé de HEC Lausanne (MBA, 2000).

### Carrière
De 1992 à 1994 il travaille à Portescap, à La Chaux-de-Fonds comme chef de projet. Il rejoint le CSEM en 1994 comme chef du secteur "Industrial Control". Il devient directeur de la division "System Engineering" en 2003. Il est nommé directeur général (CEO) du CSEM à 46 ans.
Il est membre du Conseil de la Chambre neuchâteloise du commerce et de l'industrie de 2010 à 2021, membre du Conseil de l'université de Neuchâtel de 2010 à 2017, et membre du Conseil d'administration de Jade Invest SA de 2010 à 2019.

### Direction générale du CSEM
Le 1er novembre 2009, Mario El-Khoury est nommé CEO du CSEM par le Conseil d'administration, présidé par l'astronaute Claude Nicollier. Dès sa nomination, il doit régler le problème du projet Solar Island aux Émirats arabes unis qui faisait l'objet d'une vive polémique.
Durant ses années à la tête du CSEM, il se bat contre la délocalisation de la production et pour le maintien d’une activité manufacturière forte en Suisse, garante de prospérité et de cohésion sociale,. Dans ce contexte, il s'oppose à l'idée de taxer les robots.
Pour lui, seules l’innovation technologique et la numérisation peuvent assurer la pérennité de l’industrie suisse,. Son centre joue un rôle fondamental dans le développement de la première montre connectée labellisée Swiss Made.
Mario El-Khoury s’engage dans le combat écologique et la promotion des énergies renouvelables. Avec le support du président de l'EPFL P. Aebischer, il crée le Centre photovoltaïque "PV-Center" au CSEM dont la direction est confiée à Ch. Ballif. Cette activité sera soutenue à raison de 5 millions par an par la confédération suisse. Il alerte l’opinion publique sur l’énorme besoin énergétique du bitcoin et le besoin de trouver des moyens alternatifs au minage par le Proof of Work,.
Mario El-Khoury se bat pour l’égalité des chances et la promotion des femmes. Il appelle les écoles suisses à faire plus pour intéresser les filles aux métiers techniques.
Sous sa direction, le nombre d'employés du CSEM progresse de 387 en 2009 à 525 personnes en 2021.

### Famille
Mario El-Khoury s'est marié à Véronique Mercier en 1991. Ils sont parents de deux enfants.

## Titres honorifiques
- Prix ABB - Asea Brown Boveri pour la recherche[20], 1992
- Technologiestandort Schweiz, 1998
- Prix de la Banque Cantonale Vaudoise pour le meilleur résultat MBA, 2000
- Prix BioAlps[21], 2013
- Membre de l'Académie suisse des sciences techniques, depuis 2013